# غييرمو أريلانو
غييرمو أريلانو (بالإسبانية: Guillermo Arellano)‏ (21 أغسطس 1908 – 1999) لاعب كرة قدم تشيلي راحل كان يجيد اللعب في خط الهجوم .
لعب طوال مسيرته الرياضية في عدة أندية تشيلية أبرزها كولوكولو . شارك مع منتخب تشيلي في بطولة كأس العالم 1930 في الأوروغواي .

## وصلات خارجية
- غييرمو أريلانو على موقع الاتحاد الدولي (مؤرشف)  (الإنجليزية)
- غييرمو أريلانو على موقع قاعدة بيانات كرة القدم.إي يو (الإنجليزية)
- غييرمو أريلانو على موقع Soccerway.com (الإنجليزية)
- غييرمو أريلانو على موقع عالم كرة القدم.نت (الإنجليزية)

- هذا السيرة الذاتية